# Wieniamin Smiechow
Wieniamin Borysowicz Smiechow, ros. Вениами́н Бори́сович Сме́хов (ur. 10 sierpnia 1940 w Moskwie) – radziecki i rosyjski aktor oraz dyrektor teatralny.
Wienianin Smiechow pracował długo w Teatrze na Tagance w Moskwie, gdzie zagrał rolę Wolanda w teatralnej adaptacji Michaiła Bułhakowa Mistrz i Małgorzata. Występował w roli Atosa w rosyjskiej wersji filmu z 1978 roku D’Artagnan i trzej muszkieterowie oraz jego kontynuacjach (1992, 1993). Jest również pisarzem dziecięcych poezji, scenarzystą itp.

## Wybrana filmografia
- 2007: Powrót muszkieterów, czyli skarb kardynała Mazarina – Atos
- 1993: Tajemnica królowej Anny, czyli muszkieterowie 30 lat później – Atos
- 1992: Muszkieterowie 20 lat później – Atos
- 1983: Ali Baba i czterdziestu rozbójników – Mustafa
- 1978: D’Artagnan i trzej muszkieterowie – Atos
- 1968: Przeciw Wranglowi – baron Krause